# 吳海桐
吳海桐（1867年—1938年），一作吳海同，臺灣府淡水廳興直堡新莊街（今新北市新莊區）人，祖籍泉州府，生於清同治年間，潮派木雕藝師。
師承潮州派名師曾元珍，曾氏在光緒年間修建新莊三山國王廟，吳海桐習得其藝，曾氏以其女妻之。海桐技法精湛，人尊為「海桐師」，與中和陳應彬齊名，並時常與其拚對場。曾參與下泰山巖、新港奉天宮、彰化南瑤宮、二重先嗇宮、桃園景福宮、鹿港天后宮、新莊地藏庵等廟宇的修建。